# Zbrodnie nacjonalistów ukraińskich w powiecie dubieńskim
Zbrodnie nacjonalistów ukraińskich w powiecie dubieńskim – zbrodnie nacjonalistów ukraińskich i miejscowego ukraińskiego chłopstwa (tzw. czerni) na głównie polskiej ludności cywilnej podczas rzezi wołyńskiej w powiecie dubieńskim w dawnym województwie wołyńskim w okresie II wojny światowej.
Szczególne nasilenie mordów w powiecie dubieńskim miało miejsce w maju i w drugiej połowie sierpnia 1943 r. W 6 miejscowościach zginęło powyżej 51 osób. Na terenie powiatu dubieńskiego ofiarą zbrodni padło od 1692 do 1707 osób (ustalona, minimalna liczba ofiar). Ponadto zginęło co najmniej 104 Czechów, 60 Żydów, 48 Ukraińców, 8 Rosjan. Ustalono 36 sprawców zbrodni. W co najmniej 8 przypadkach napadów Ukraińcy udzielili Polakom pomocy. Spalonych zostało co najmniej 10 kościołów i 1 kaplica. 
Zbrodnie głównie były dziełem UPA, wzmocnionej w marcu i kwietniu 1943 r. przez dezerterów z ukraińskiej policji, wspomaganej przez ukraińskich chłopów zwanych czernią, samoobronę (SKW) i Służbę Bezpeky OUN-B. W niewielkim zakresie jako sprawców wskazuje się oddziały zbrojne melnykowców i bulbowców.
Ogółem nacjonaliści zniszczyli 73 osiedla polskie.

## Miejsca zbrodni i liczba ofiar
- Dubno - ofiarą UPA padło 8 Ukraińców i 1 Polak

### Gmina Boremel
| Zbrodnie w miejscowościach | Ustalona (minimalna) liczba ofiar |
| -------------------------- | --------------------------------- |
| Bilcze                     | 10 Polaków                        |
| Boremel                    | 16 Polaków, 1 Ukrainiec           |
| Chryniki                   | 11 Polaków                        |
| Kundziwola                 | 15 Polaków                        |
| Łopawsze                   | 15 Polaków                        |
| Łysin                      | 20 Polaków                        |
| Malów                      | 5 Polaków                         |
| Niwy Złoczowskie           | 2 Polaków                         |
| Nowy Tok                   | 3-5 Polaków                       |
| Paszowa                    | 4 Polaków                         |
| Rusinowe Beresteczko       | 30 Polaków                        |
| Smyków                     | 10 Polaków                        |
| Tołpyżyn                   | 11 Polaków                        |
| Werbeń                     | 30 Polaków                        |
| Złoczowiecka               | 15 Polaków                        |
| Złoczówka                  | 53 Polaków, 2 Ukraińców           |

### Gmina Dubno
| Zbrodnie w miejscowościach | Ustalona (minimalna) liczba ofiar |
| -------------------------- | --------------------------------- |
| osada wojskowa Bortnica    | 24-26 Polaków                     |
| Jastrzębica                | 1 Polak                           |
| Górniki                    | 1 Polak                           |
| Kleszczycha                | 1 Czech                           |
| Krzywucha                  | 92 Polaków                        |
| Łabędzianka                | 6 Polaków, 2 Czechów              |
| Sady Małe                  | 1 Polak, 1 Rosjanin               |
| Strakłów Czeski            | 1 Czech                           |
| Tarakanów                  | 1 Polak, 1 Ukrainiec              |
| Tomaszówka                 | 1 Polak                           |
| Zahorce Wielkie            | 1 Polak                           |

### Gmina Jarosławicze
| Zbrodnie w miejscowościach | Ustalona (minimalna) liczba ofiar                                       |
| -------------------------- | ----------------------------------------------------------------------- |
| Borzeniec                  | 6 Polaków                                                               |
| Chrobrowicze               | 2 Polaków                                                               |
| Horodnica Mała             | 1 Polak                                                                 |
| Jałowicze                  | 11 Polaków                                                              |
| Jarosławicze               | 54 Polaków, 3-osobowa rodzina polsko-ukraińska, 2 Ukraińców, 1 Rosjanin |
| Ledochówka                 | 8 Polaków                                                               |
| Łagodówka                  | 1 Polak                                                                 |
| Podhajce                   | 20 Polaków                                                              |
| Podłożce                   | 6 Polaków                                                               |
| Świszczów                  | 17 Polaków                                                              |
| Targowica                  | 42 Polaków                                                              |
| Topóle                     | 2-osobowa rodzina polsko-ukraińska                                      |
| Wilmazów                   | 2 Polaków                                                               |
| Worsuń                     | 1 Polak                                                                 |
| Wygoda                     | 3 Polaków                                                               |
| Zawale                     | 8 Polaków                                                               |

### Gmina Kniahinin
| Zbrodnie w miejscowościach | Ustalona (minimalna) liczba ofiar |
| -------------------------- | --------------------------------- |
| Adamówka                   | 17 Polaków                        |
| Bakujma                    | 41 Polaków                        |
| Brzezina                   | 30 Polaków                        |
| Dąbrowa                    | 5 Polaków                         |
| Kalinówka                  | 30 Polaków                        |
| Kniahinin                  | 4 Polaków                         |
| Rudlew                     | 5 Polaków                         |

### Gmina Krupiec
| Zbrodnie w miejscowościach | Ustalona (minimalna) liczba ofiar                          |
| -------------------------- | ---------------------------------------------------------- |
| Dębiny                     | 8 Polaków                                                  |
| Janówka                    | 53 Polaków                                                 |
| Kozin                      | 5 Polaków                                                  |
| Plaszowa                   | 7 Polaków                                                  |
| Poczajów                   | 5 Polaków                                                  |
| Sestratyn                  | 9 Polaków, 4-osobowa rodzina polsko-ukraińska, 3 Ukraińców |
| Zagaje-Dąbrowa             | 17 Polaków                                                 |

### Gmina Malin
| Zbrodnie w miejscowościach | Ustalona (minimalna) liczba ofiar |
| -------------------------- | --------------------------------- |
| Bogusze                    | 3 Polaków                         |
| Konstantynówka             | 13 Polaków                        |
| Korczuki Piańskie          | 3 Polaków                         |
| Koryta                     | 1 Czech                           |
| Malin (wieś i kolonia)     | 1 Polak, 3 Czechów                |
| Moszków                    | 3 Polaków                         |
| Nowosiółki                 | 2 Polaków, 1 Rosjanin             |
| Peremiłówka                | 4 Polaków, 6 Żydów                |
| Pianie                     | 13 Polaków                        |
| Reczyszcze                 | 5 Polaków, 12 Ukraińców           |
| Rejtanów                   | 1 Ukrainiec                       |
| Tereszów                   | 3 Czechów                         |
| Ujeźdźce                   | 4 Polaków, 2 Czechów              |
| Zamczysko                  | 15 Polaków                        |
| Zborów                     | 5 Polaków, 5 Czechów              |

### Gmina Młynów
| Zbrodnie w miejscowościach | Ustalona (minimalna) liczba ofiar |
| -------------------------- | --------------------------------- |
| Adamówka                   | 3 Polaków                         |
| Aleksandrówka              | 8 Polaków                         |
| Arszyczyn                  | 10 Polaków                        |
| Berehy                     | 2 Polaków                         |
| Bojarka                    | 20 Polaków, 1 Czech               |
| Chorupań                   | 3 Polaków                         |
| Czerwona Góra              | 3 Polaków                         |
| Dobratyńskie Nowiny        | 4 Polaków                         |
| Dorohostaje Wielkie        | 2 Polaków                         |
| Iwanówka                   | 5 Polaków                         |
| Janówka                    | 1 Polak                           |
| Julianówka                 | 7 Polaków                         |
| Karolinka                  | 15 Polaków                        |
| Koblin                     | 10 Polaków                        |
| Korabliszcze               | 1 Polak                           |
| Kosarewo                   | 4 Polaków, 4 Czechów              |
| Libanówka                  | 100 Polaków, 2 Czechów            |
| kolonia Ludwikówka         | 172 Polaków                       |
| Malowana                   | 1 Polak                           |
| Maruszyn                   | 6 Polaków                         |
| Maślanka                   | 1-2 Polaków                       |
| Mieczysławówka             | 10-20 Polaków                     |
| Murawica                   | 2 Polaków                         |
| Nowiny Czeskie             | 8 Polaków, 20 Żydów, 3 Czechów    |
| Podhajce Czeskie           | 1 Czech                           |
| kolonia Rudka              | 7 Polaków                         |
| majątek Smordwa            | 15 Polaków                        |
| wieś Smordwa               | 2 Polaków                         |
| Stomorgi                   | 3 Polaków                         |
| Szczęśliwa                 | 6 Polaków                         |
| Turecka Góra               | 2 Polaków, 1 Ukrainiec            |
| Użyniec                    | 10 Polaków, 12 Żydów              |
| Wacławin                   | 10 Polaków                        |
| Władysławówka              | 11 Polaków                        |
| Zofiówka                   | 8 Polaków                         |

### Gmina Radziwiłłów
| Zbrodnie w miejscowościach | Ustalona (minimalna) liczba ofiar |
| -------------------------- | --------------------------------- |
| Drańcza Polska             | 51 Polaków, 1 Ukrainiec           |
| Podzamcze                  | 1 Polak, 2 Ukraińców              |
| Radziwiłłów                | 1 Polak                           |
| Wola Piłsudskiego          | 1 Polak                           |

### Gmina Sudobicze
| Zbrodnie w miejscowościach | Ustalona (minimalna) liczba ofiar                                                             |
| -------------------------- | --------------------------------------------------------------------------------------------- |
| Chiczawka                  | 1 Polak                                                                                       |
| Długiepole                 | 8 Polaków, 4 Czechów, 1 Rosjanin                                                              |
| Kiryłówka                  | 26 Polaków                                                                                    |
| 5 Kwartał                  | 7 Polaków                                                                                     |
| Mikołajówka Nowa i Stara   | 25 Polaków                                                                                    |
| Nosowica Nowa              | 25 Polaków, 1 Ukrainiec                                                                       |
| Nosowica Stara             | 6 Polaków                                                                                     |
| Semiduby                   | 1 Ukrainiec                                                                                   |
| Smolary                    | 30 Polaków                                                                                    |
| Smyga                      | 1 Polak, 4 Ukraińców, m.in. prawosławny arcybiskup wołyński i żytomierski Aleksy (Hromadśkyj) |
| Sudobicze                  | 1 Ukrainiec                                                                                   |
| Tartak                     | 8 Polaków                                                                                     |

### Gmina Tesłuchów
| Zbrodnie w miejscowościach        | Ustalona (minimalna) liczba ofiar          |
| --------------------------------- | ------------------------------------------ |
| Czarna Łoza                       | 6 Polaków, 1 Ukrainiec                     |
| Korytno                           | Liczba ofiar nieznana                      |
| Kolonia Mytnica                   | Liczba polskich ofiar nieznana, 5 Czechów  |
| Wieś Mytnica                      | 9 Polaków                                  |
| Ostrów                            | Liczba ofiar nieznana                      |
| Osada wojskowa Plaszowa Królewska | 1 Polak                                    |
| Wieś Plaszowa Królewska           | Liczba ofiar nieznana                      |
| Podwysokie                        | 3 Polaków                                  |
| Rogoźno                           | Liczba polskich ofiar nieznana, 1 Czech    |
| Rydków                            | Liczba ofiar nieznana                      |
| Tesłuchów                         | Liczba polskich ofiar nieznana, 11 Czechów |
| Wołkowyje                         | 9 Polaków, 8 Czechów                       |
| Zamościska                        | Liczba ofiar nieznana                      |
| Żabokrzyki Wielkie                | 3 Polaków, 1 Ukrainiec                     |

### Gmina Warkowicze
| Zbrodnie w miejscowościach   | Ustalona (minimalna) liczba ofiar |
| ---------------------------- | --------------------------------- |
| Bocianówka                   | 1 Czech                           |
| Chomąt                       | 2 Czechów                         |
| Kurdybań Warkowicki          | 1 Polak, 1 Czech                  |
| Kurdybań Żarnowski           | 1 Czech                           |
| Majówka Ksawerówka           | 4 Czechów                         |
| Młodawa Czeska I i II        | 6 Czechów                         |
| Ulbarów Czeski i Włościański | 5 Czechów                         |

### Gmina Werba
| Zbrodnie w miejscowościach | Ustalona (minimalna) liczba ofiar             |
| -------------------------- | --------------------------------------------- |
| Białogródka                | 19 Polaków, 3 Czechów                         |
| Budy                       | 27 Polaków                                    |
| Dłużek                     | 15 Polaków                                    |
| Kamienna Werba             | 7 Polaków                                     |
| Kluki                      | 1 Polak                                       |
| Kochanówka                 | 8 Polaków, 2 Czechów, 4 Rosjan                |
| Lipkowiec                  | 8 Polaków                                     |
| Milcza Mała                | 3 Czechów                                     |
| Mykitycze                  | 9 Polaków                                     |
| Pełcza                     | 50 Polaków, 1 Ukrainiec                       |
| Piratyn                    | 6 Polaków                                     |
| Podłuże                    | 6 Polaków, 2 Żydów                            |
| Ptycza                     | 3 Polaków, 4-osobowa rodzina polsko-ukraińska |
| Smolarnia                  | 2 Polaków, 2 Czechów                          |
| Stołbiec                   | 1 Polak                                       |
| Werba                      | 5 Polaków, 2 Ukraińców, 1 Czech               |
| Zofiówka                   | 6 Czechów                                     |

### Zbrodnie w nieustalonych miejscach
W nieustalonych miejscach powiatu dubieńskiego zginęło również co najmniej ok. 100 Polaków, 3-osobowa rodzina polsko-ukraińska, 1 Ukrainiec i 5 Czechów.

## Kierownictwo terenowe OUN-B w powiecie dubieńskim
| Funkcja                         | Imię, nazwisko i pseudonim | Okres działalności |
| ------------------------------- | -------------------------- | ------------------ |
| przewodniczący okręgu           | Stepan Nowak, ps. Turczyn  | 1943               |
| przewodniczący rejonu           | Anton Sołowej              | 1943               |
| członek kierownictwa terenowego | Tryfon Smoliar             | 1943               |
| członek kierownictwa terenowego | Wołodymyr Duboćkyj         | 1943               |
| szef SB                         | Wusowśkyj "Wowk"           | 1943               |